# ANF Les Mureaux 180
Die ANF Les Mureaux 180, kurz Mureaux 180, war ein französisches Jagdflugzeug der 1930er Jahre, von dem nur ein Prototyp gebaut wurde.

## Geschichte
Die Mureaux 180 wurde für eine zweiköpfige, Rücken-an-Rücken sitzende Besatzung, die aus dem Flugzeugführer und dem Bordschützen bestand, ausgelegt. Der Prototyp 180C.2 wurde anfangs von einem 690-PS-Motor Hispano-Suiza 12Xbrs mit Stirnkühler angetrieben und besaß ein einfaches Normalleitwerk. Nach dem Erstflug am 10. Februar 1935 erhielt das Flugzeug im April des Jahres zur Verbesserung des Schussfeldes nach hinten ein Doppelleitwerk. Außerdem wurde ein HS-12Xcrs-Triebwerk mit hohler Antriebswelle eingesetzt, so dass die Bewaffnung zusätzlich zu den zwei 7,5-mm-Flächen-MG um eine 20-mm-Kanone vom Typ HS.404 in der Nabe („moteur-canon“) bei allerdings steigender Masse erweitert wurde. Die Erprobung, bei der Höchstgeschwindigkeiten von 380 km/h erreicht werden konnten, wurde noch bis 1936 fortgesetzt und dann aufgrund der mittlerweile als veraltet angesehenen Konstruktion eingestellt.

## Aufbau
Die Mureaux 180 war ein abgestrebter Hochdecker mit Knickflügel in Aluminium-Ganzmetallbauweise. Der Rumpf war in Schalenbauweise gefertigt und besaß einen ovalen Querschnitt. Er bestand aus vier Längsholmen, Stringern und tragender Glattblechbeplankung. Die Tragfläche besaß zwei Holme mit I-Profil, die durch X-Stege und Gurte verbunden waren. Die Verkleidung bestand ebenfalls aus Glattblech, die Querruder waren ausgeglichen. Das Leitwerk mit entweder ein- oder zweifachem Seitenleitwerk war freitragend. Die Haupträder des starren Heckradfahrwerks besaßen aerodynamische Verkleidungen und Radbremsen und waren nicht durch eine Achse miteinander verbunden.

## Technische Daten

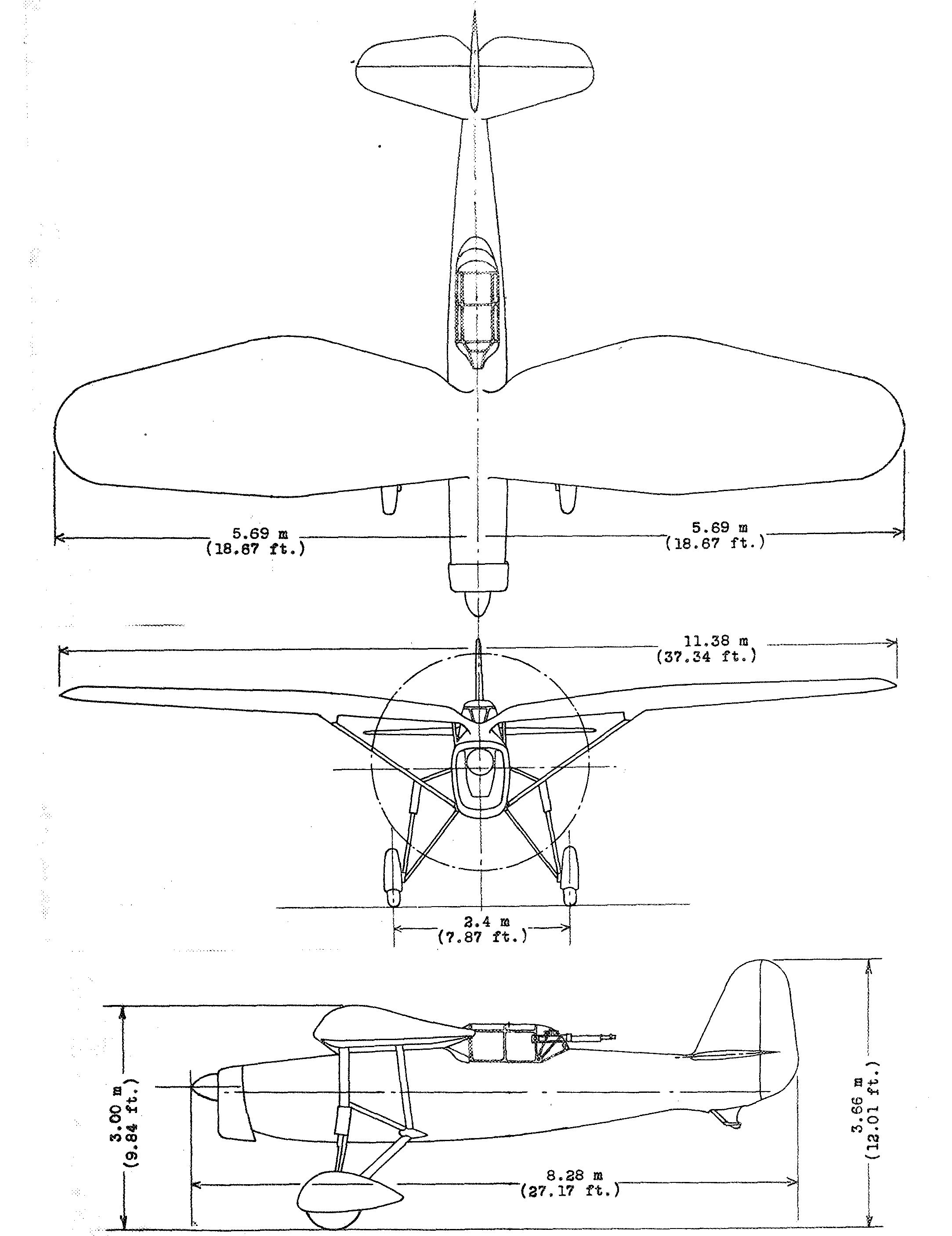
Dreiseitenriss mit einfachem Seitenleitwerk

| Kenngröße             | Daten                                                                        |
| --------------------- | ---------------------------------------------------------------------------- |
| Besatzung             | 2                                                                            |
| Spannweite            | 11,38 m                                                                      |
| Länge                 | 8,28 m                                                                       |
| Höhe                  | 3,66 m                                                                       |
| Flügelfläche          | 19,56 m²                                                                     |
| Flügelstreckung       | 6,6                                                                          |
| Flächenbelastung      | 95 kg/m²                                                                     |
| Leistungsbelastung    | 2,68 kg/PS                                                                   |
| Flächenleistung       | 32,5 PS/m²                                                                   |
| Rüstmasse             | 1.236–1.490 kg                                                               |
| Zuladung              | 470–617 kg                                                                   |
| Startmasse            | 1.853–1.960 kg                                                               |
| Antrieb               | ein wassergekühlter 12-Zylinder-V-Motor Hispano-Suiza 12Xcrs                 |
| Leistung              | 690 PS (507 kW) in 4.000 m Höhe                                              |
| Höchstgeschwindigkeit | 380 km/h in 5.000 m Höhe                                                     |
| Marschgeschwindigkeit | 330 km/h                                                                     |
| Steigzeit             | 6,0 min auf 4.000 m Höhe 9,5 min auf 6.500 m Höhe 25,5 min auf 10.000 m Höhe |
| Gipfelhöhe            | 9.500–11.000 m                                                               |
| Flugdauer             | 2 h                                                                          |
| Bewaffnung            | eine 20-mm-Motorkanone zwei starre 7,5-mm-MG ein bewegliches MG              |